# Raven Software
Raven Software — американська компанія, розробник комп'ютерних ігор, розташована в Медісоні (Вісконсин). Компанію заснували 1990 року брати Браян та Стів Раффел. У 1997 Raven уклала договір з Activision і зрештою вона її й придбала.
Raven часто працює спільно з id Software. У серпні 2009 року в компанії пройшла хвиля звільнень, після провалу гри X-Men Origins: Wolverine і млявих продажів Wolfenstein. А в жовтні 2010 року звільнили ще масу співробітників, відразу після виходу гри Singularity. Співробітники, що залишилися, допомагали Infinity Ward в розробці Call of Duty: Modern Warfare 3 і Call of Duty: Ghosts.

## Розроблені ігри
- 1992 Black Crypt
- 1993 Shadowcaster
- 1994 CyClones
- 1994 Heretic
- 1994 Heretic: Shadow of the Serpent Riders
- 1995 Hexen
- 1996 Hexen: Deathkings of the Dark Citadel
- 1996 Necrodome
- 1997 Mageslayer
- 1997 Take No Prisoners
- 1997 Hexen II
- 1998 Hexen II: Portal of Praevus
- 1998 Heretic II
- 2000 Soldier of Fortune
- 2000 Star Trek: Voyager Elite Force
- 2001 Star Trek: Voyager Elite Force: Virtual Voyager
- 2002 Star Wars Jedi Knight II: Jedi Outcast
- 2002 Soldier of Fortune II: Double Helix
- 2003 Star Wars Jedi Knight: Jedi Academy
- 2004 X-Men Legends
- 2005 X-Men Legends II: Rise of Apocalypse
- 2005 Quake 4
- 2006 Marvel: Ultimate Alliance
- 2009 X-Men Origins: Wolverine
- 2009 Wolfenstein
- 2010 Singularity
- 2011 Call of Duty: Modern Warfare 3
- 2013 Call of Duty: Ghosts